# Justin Hassid
 (juin 2017).
Si vous disposez d'ouvrages ou d'articles de référence ou si vous connaissez des sites web de qualité traitant du thème abordé ici, merci de compléter l'article en donnant les références utiles à sa vérifiabilité et en les liant à la section « Notes et références ».
Justin Hassid, né le 13 novembre 1908 à l'Ariana et décédé en novembre 1984 à Kiryat-Ata, est un arbitre international tunisien de football, actif de 1948 à 1958. Il est le premier arbitre international tunisien.

## Carrière sportive
Justin Hassid a arbitré plusieurs matchs du championnat de France ainsi que certains matchs de coupe de France. Il a arbitré des matchs importants des championnats et des coupes d'Afrique du Nord ; il est ainsi souvent appelé pour officier lors de finales en Algérie et au Maroc.
Pendant plusieurs années, il initie les Tunisiens aux règles qui régissent l'arbitrage, en animant dans le quotidien La Presse de Tunisie une rubrique répondant aux questions posées par les amateurs de football. Il représente également la France au congrès de l'International Football Association Board organisé en Angleterre en 1950.
Avec le docteur Chedly Zouiten, il forme de nombreux arbitres dont le premier d'entre eux devient directeur de la police nationale après l'indépendance de la Tunisie en 1956. 

## En dehors du football
Justin Hassid est employé de banque à la Banque nationale pour le commerce et l'industrie.
De confession juive, Justin Hassid arrive en Israël avec sa femme en août 1970. Dès son arrivée, il prend contact avec le responsable des arbitres du nord du pays et propose son aide ; il est reçu chaleureusement et devient inspecteur des arbitres sur le terrain pendant près de dix ans.